# 2008年の韓国シリーズ
2008年の韓国シリーズ

## 概要
2008年の韓国シリーズは、公式戦1位のSKワイバーンズとプレーオフ勝者の2位斗山ベアーズ間で10月26日から2-3-2の7回戦制で行われて、SKワイバーンズが4勝1敗で優勝、連覇を決めた。
両者は前年の韓国シリーズでも対戦しており、SKワイバーンズが4勝2敗で優勝。この年は2位に13.0ゲーム差をつけて、前年に増して圧倒的な戦いぶりで2年連続で公式戦優勝を飾ったSKに、北京オリンピックで韓国代表を全勝で金メダルに導いた金卿文監督率いる斗山がどう雪辱するかが注目の焦点になった。また両者は前回のシリーズで、際どい内角攻めを巡って乱闘寸前にまで行っただけに、今年は内角攻めにどう対応するかにも目が向けられたが、ディフェンディングチャンピオンのSKは前年にもました戦力を見せ付け、タイトル防衛に成功した。
2年連続で同じ顔合わせの韓国シリーズは1988年、1989年のビングレ・イーグルスとヘテ・タイガースの対決以来19年ぶり3度目、また特定チームの2年連続優勝も2005年、2006年の三星ライオンズ以来2年ぶりで5度目だった。SKワイバーンズは2連覇に成功した4つ目のチームになった。
また、この年から、準プレイオフが5戦3勝制、プレイオフが7戦4勝制に変更された。韓国野球史上初の外国人監督ジェリー・ロイスター率いるロッテ・ジャイアンツの公式戦での健闘ぶりで、韓国では国内プロ野球リーグに対する関心が高まって、この年の韓国プロ野球は13年ぶりに観客動員500万人を超える成果を挙げた。試合数の増加もあり、この年のポスト・シーズンの興行は例年にない大成功を収めた。
これでSKワイバーンズは、2年連続で11月の2008年のアジアシリーズに韓国野球委員会の代表として出場することも決めた。
| ステージ     | 勝利チーム                  | 成績   | 星取表 | 敗戦チーム                        |
| ------------ | --------------------------- | ------ | ------ | --------------------------------- |
| 準プレーオフ | 三星ライオンズ（公式戦4位） | 3勝    | ○○○    | ロッテ・ジャイアンツ（公式戦3位） |
| プレーオフ   | 斗山ベアーズ（公式戦2位）   | 4勝2敗 | ○●●○○○ | 三星ライオンズ（公式戦4位）       |
| 韓国シリーズ | SKワイバーンズ（公式戦1位） | 4勝1敗 | ●○○○○  | 斗山ベアーズ（公式戦2位）         |

## 準プレイオフ
この年の準プレイオフはが8年ぶりに悲願のポスト・シーズンに進出したロッテ・ジャイアンツの闘いぶりが注目された。ロッテは夏場に一時Bクラス転落の危機に直面したこともあるが、オリンピック休みの後、シーズン序盤の勢いを回復。2位斗山ベアーズと1ゲーム差で3位でシーズンを終えたロッテが、シーズン最後まで4位争いをして辛うじてポスト・シーズン入りした三星ライオンズに有利という見解が支配的だった。準プレイオフを前にロッテのロイスター監督は公式戦と変わらない普段着の野球でポスト・シーズンに臨むと強調した。
しかし、いざ蓋を開けると、三星は12年連続ポスト・シーズン進出の貫禄を見せ付け、ロッテの本拠地である釜山の圧倒的な応援にも屈せず、敵地での2試合をものにした。結局、三星が3連勝でプレイオフ進出を決め、8年を待ったロッテの秋の野球祭りはたった3試合でその終焉を迎えた。ロッテは、レギュラー・シーズンでも弱点として指摘されてきた不安定なブルペン陣の問題が解決できていないまま、ポスト・シーズンに入った上に、頼みにしていた打線の方も公式戦で3割2分7厘、80打点でポスト・シーズン進出に貢献したキャプテンの趙晟桓（チョ・ソンファン）が準プレイオフで凡打や併殺でチャンスをことごとく潰すなど、試合を得意のパターンに持ち込めず、準プレイオフ敗退という結果に終わった。準プレイオフ終了後、普段どおりの野球を強調したロイスター監督の楽観主義的な采配にも疑問を示す声もあった。
- MVP:陳甲龍（チン・カブヨン、捕手、三星）　12打数6安打、打率.500、0本塁打、4打点

### 第1戦 10月8日・社稷野球場
|                     | 1 | 2 | 3 | 4 | 5 | 6 | 7 | 8 | 9 | R  | H  | E |
| ------------------- | - | - | - | - | - | - | - | - | - | -- | -- | - |
| 三星ライオンズ      | 0 | 0 | 7 | 0 | 2 | 0 | 3 | 0 | 0 | 12 | 19 | 0 |
| ロッテ･ジャイアンツ | 0 | 1 | 0 | 0 | 2 | 0 | 0 | 0 | 0 | 3  | 9  | 1 |

1. 勝利：裵英洙（ベ・ヨンス、1-0）
2. 敗戦：宋勝準（ソン・スンジュン、0-1）

### 第2戦 10月9日・社稷野球場
|                      | 1 | 2 | 3 | 4 | 5 | 6 | 7 | 8 | 9 | R | H  | E |
| -------------------- | - | - | - | - | - | - | - | - | - | - | -- | - |
| 三星ライオンズ       | 0 | 1 | 0 | 1 | 0 | 0 | 2 | 0 | 0 | 4 | 9  | 0 |
| ロッテ・ジャイアンツ | 0 | 0 | 1 | 0 | 1 | 0 | 0 | 0 | 1 | 3 | 12 | 0 |

1. 勝利：鄭現旭（チョン・ヒョンウク、1－0）
2. セーブ：呉昇桓（オ・スンファン、0-0-1s）
3. 敗戦：姜永植（カン・ヨンシク、0-1）
4. 本塁打
三星：蔡泰仁（チェ・テイン、4回表、ソロ）

### 第3戦 10月11日・大邱市民運動場野球場
|                      | 1 | 2 | 3 | 4 | 5 | 6 | 7 | 8 | 9 | R | H | E |
| -------------------- | - | - | - | - | - | - | - | - | - | - | - | - |
| ロッテ・ジャイアンツ | 0 | 0 | 0 | 1 | 2 | 0 | 1 | 0 | 0 | 4 | 9 | 1 |
| 三星ライオンズ       | 1 | 0 | 0 | 1 | 0 | 0 | 2 | 2 | X | 6 | 9 | 2 |

1. 勝利：曺珍鎬（チョ・ジンホ、1-0）
2. セーブ：呉昇桓（0-0-2s）
3. 敗戦：コルテス（0-1）
4. 本塁打
三星：梁埈赫（ヤン・ジュンヒョク、7回裏、2ラン）

- 三星ライオンズが3勝でプレイオフ進出

## プレイオフ
ロッテとの準プレイオフでポスト・シーズン常連の貫禄を見せつけた三星だったが、プレイオフの相手の斗山ベアーズはスピードを前面に出す攻撃的な野球を駆使するチームで、ポスト・シーズンの経験も三星に劣らないほど豊富なだけにロッテとの試合のようには行かないということは誰にでも予想できることだった。しかし、準プレイオフで見せた宣銅烈監督の思い切った采配と若手の成長ぶりに賭けて、三星の勝利の可能性を予想する前評判もあった。三星は第1戦を打撃戦に持ち込まれて落とした。しかし、斗山の第1戦の先発である金善宇が3回も持たなかった上に、続く第2戦を延長14回の末、勝利を収めて、3戦をものにした時までは、三星に有利に進むかのように見えた。
ここで、三星は準プレイオフの3試合とプレイオフの第3戦までの総6戦でフル稼働したブルペンを休ませるために、第4戦に負けパターンの投手陣だけを投入して捨てゲームを作る大胆な戦略に出た。しかし、この思い切った作戦が裏目に出て、それまで不振だった斗山の中心打線を目覚めさせる逆効果を起こしてしまった。目覚めた斗山の打線の前に第4戦の休みで温存したつもりのブルペン陣が立て続けに打たれ、あっけなく第5，6戦を献上。強力なブルペン陣に頼った三星の大胆な戦略は自らの勢いを断ち、流れを相手に渡してしまう結果に終わった。
- MVP:李鍾旭（外野手、斗山）6試合、29打数15安打、打率.517、0本塁打、3打点、6得点、3盗塁

### 第1戦 10月16日・蚕室野球場
|                | 1 | 2 | 3 | 4 | 5 | 6 | 7 | 8 | 9 | R | H  | E |
| -------------- | - | - | - | - | - | - | - | - | - | - | -- | - |
| 三星ライオンズ | 0 | 0 | 4 | 0 | 0 | 0 | 0 | 0 | 0 | 4 | 7  | 3 |
| 斗山ベアーズ   | 0 | 0 | 0 | 3 | 1 | 0 | 3 | 1 | X | 8 | 11 | 0 |

1. 勝利：鄭載勳（チョン・ジェフン、1-0）
2. セーブ：李在雨（イ・ジェウ、0-0-1s）
3. 敗戦：權奕（クォン・ヒョク、0-1）

### 第2戦 10月17日・蚕室野球場
|                | 1 | 2 | 3 | 4 | 5 | 6 | 7 | 8 | 9 | 10 | 11 | 12 | 13 | 14 | R | H  | E |
| -------------- | - | - | - | - | - | - | - | - | - | -- | -- | -- | -- | -- | - | -- | - |
| 三星ライオンズ | 0 | 0 | 0 | 1 | 0 | 0 | 3 | 0 | 0 | 0  | 0  | 0  | 0  | 3  | 7 | 12 | 0 |
| 斗山ベアーズ   | 0 | 0 | 3 | 0 | 0 | 0 | 1 | 0 | 0 | 0  | 0  | 0  | 0  | 0  | 4 | 11 | 0 |

1. 勝利：呉昇桓（オ・スンファン、1-0）
2. 敗戦：琴民鐵（クム・ミンチョル、0-1）

### 第3戦 10月19日・大邱市民運動場野球場
|                | 1 | 2 | 3 | 4 | 5 | 6 | 7 | 8 | 9 | R | H  | E |
| -------------- | - | - | - | - | - | - | - | - | - | - | -- | - |
| 斗山ベアーズ   | 0 | 0 | 0 | 0 | 0 | 1 | 0 | 0 | 1 | 2 | 13 | 0 |
| 三星ライオンズ | 0 | 0 | 2 | 0 | 0 | 3 | 1 | 0 | X | 6 | 9  | 1 |

1. 勝利：尹盛桓（ユン・ソンファン、1-0）
2. 敗戦：李惠踐（イ・ヘチョン、0-1）
3. 本塁打
三星：崔炯宇（チェ・ヒョンウ、6回裏、3ラン）

### 第4戦 10月20日・大邱市民運動場野球場
|                | 1 | 2 | 3 | 4 | 5 | 6 | 7 | 8 | 9 | R  | H  | E |
| -------------- | - | - | - | - | - | - | - | - | - | -- | -- | - |
| 斗山ベアーズ   | 5 | 1 | 1 | 1 | 1 | 1 | 0 | 0 | 2 | 12 | 21 | 1 |
| 三星ライオンズ | 0 | 1 | 2 | 0 | 0 | 2 | 0 | 0 | 1 | 6  | 9  | 0 |

1. 勝利：鄭載勳（2-0）
2. 敗戦：李相睦（イ・サンモク、0-1）
3. 本塁打
斗山：洪性炘（ホン・ソンフン、4回表、ソロ）
三星：朴鎮萬（パク・チンマン、2回裏、ソロ）

### 第5戦 10月21日・大邱市民運動場野球場
|                | 1 | 2 | 3 | 4 | 5 | 6 | 7 | 8 | 9 | R | H  | E |
| -------------- | - | - | - | - | - | - | - | - | - | - | -- | - |
| 斗山ベアーズ   | 2 | 0 | 1 | 0 | 3 | 0 | 0 | 0 | 0 | 6 | 11 | 0 |
| 三星ライオンズ | 0 | 2 | 0 | 0 | 0 | 0 | 2 | 0 | 0 | 4 | 14 | 1 |

1. 勝利：マシュー・ランデル（1-0）
2. セーブ：林泰勲（イム・テフン、0-0-1s）
3. 敗戦：裵英洙（ペ・ヨンス、0-1）
4. 本塁打
斗山：金賢洙（キム・ヒョンス、3回表、ソロ）、金東柱（キム・ドンジュ、5回表、2ラン）
三星：朴鎮萬（2回裏、ソロ）、陳甲龍（チン・カブヨン、2回裏、ソロ）

### 第6戦 10月23日・蚕室野球場
|                | 1 | 2 | 3 | 4 | 5 | 6 | 7 | 8 | 9 | R | H | E |
| -------------- | - | - | - | - | - | - | - | - | - | - | - | - |
| 三星ライオンズ | 0 | 0 | 0 | 1 | 1 | 0 | 0 | 0 | 0 | 2 | 4 | 1 |
| 斗山ベアーズ   | 2 | 0 | 0 | 2 | 0 | 0 | 0 | 1 | X | 5 | 8 | 1 |

1. 勝利：鄭載勳（3-0）
2. セーブ：李在雨（0-0-2s）
3. 敗戦：尹盛桓（1-1）

- 斗山ベアーズが4勝2敗で韓国シリーズ進出

## 韓国シリーズ
韓国シリーズまで試合から約3週が開いたSKワイバーンズは第1戦で金宰炫（キム・ジェヒョン）のホームランで先制したが、先発したエースの金廣鉉（キム・グァンヒョン）の制球が定まらず、逆転負けした。しかし、試合後のインタービューで、SKの金星根監督は第1戦は感覚を取り戻すための試合で敗戦は計算の内であるかのようにほのめかした。
第2戦以降、SKは第4戦までブルペン陣を前面に出して先発が4回以上を投げない小刻みな継投策で、北京オリンピックのスタメン野手を4人も擁していた斗山の打線をかわす一方、5試合で3試合も相手より少ないヒットを放ちながらも掴んだチャンスは必ずものにする経済的な攻撃でシリーズを有利に進ませた。
プレイオフで接戦の末、三星ライオンズを第6戦で下して上がった斗山は、長引いたプレイオフで体力を消耗したのか、公式戦で滅多に見られなかった守備陣のエラーが目に付き、集中力が落ちていた印象を与えた。また、逆転のチャンスを併殺や三振でつぶしたり、バットの芯に当った打球が相手守備の好守備に阻まれたりなどで残塁の山を築き、拙攻が目立ち2年連続で優勝への挑戦に失敗した。
特に北京オリンピックでスタメンとして韓国の金メダル獲得に貢献した若手の李鐘旭（イ・ジョンウク）、金賢洙（キム・ヒョンス）、高永民（コ・ヨンミン）などがシリーズに入って揃って不振に陥ったのが痛かった。その中でも、公式戦で首位打者のタイトルを獲得して、若き天才打者の登場と称えられた金賢洙が、シリーズでは21打数1安打で、自分に回ってきた第3戦と第5戦の9回裏、1死満塁の一打サヨナラのチャンスで内野ゴロ併殺を喫するなど不振を極めたのが敗因の一つとして挙げられた。
また、得意だったスピードも、SKのベテラン捕手・朴勍完（パク・キョンワン）の巧みなけん制に阻まれて発揮できなかった上に、次の塁への進塁を焦って、ライナーやフライの打球で塁を飛び出して併殺を喫するなどのお粗末さが目立ち、それまで売りにしてきた積極的な走塁が災いに転じてしまった。
初戦を制した後、4連敗で敗退した斗山ベアーズはこれで2005年から始まった韓国シリーズでのホーム試合の連敗も8に伸び、なぜか有利であるべきホームゲームで脆いところを露呈した。
- MVP－崔廷（チェ・ジョン、内野手、SK）19打数5安打、打率.263、1本塁打、4打点

### 第1戦 10月26日・文鶴野球場
|                | 1 | 2 | 3 | 4 | 5 | 6 | 7 | 8 | 9 | R | H | E |
| -------------- | - | - | - | - | - | - | - | - | - | - | - | - |
| 斗山ベアーズ   | 0 | 0 | 0 | 0 | 1 | 2 | 1 | 0 | 1 | 5 | 9 | 1 |
| SKワイバーンズ | 0 | 1 | 0 | 0 | 0 | 0 | 1 | 0 | 0 | 2 | 6 | 1 |

1. 勝利：マシュー・ランデル（1-0）
2. セーブ：李在雨（イ・ジェウ、0-0-1s）
3. 敗戦：金廣鉉（キム・グァンヒョン、0-1）
4. 本塁打
斗山：洪性炘（ホン・ソンフン、9回表、ソロ）
SK：金宰炫（キム・ジェヒョン、2回裏、ソロ）

### 第2戦 10月27日・文鶴野球場
|                | 1 | 2 | 3 | 4 | 5 | 6 | 7 | 8 | 9 | R | H | E |
| -------------- | - | - | - | - | - | - | - | - | - | - | - | - |
| 斗山ベアーズ   | 0 | 0 | 0 | 2 | 0 | 0 | 0 | 0 | 0 | 2 | 4 | 4 |
| SKワイバーンズ | 2 | 0 | 0 | 0 | 1 | 0 | 2 | 0 | X | 5 | 9 | 1 |

1. 勝利：鄭ウラム（チョン・ウラム、1-0）
2. セーブ：鄭大炫（チョン・デヒョン、0-0-1s）
3. 敗戦：金善宇（キム・ソヌ、0-1）
4. 本塁打
SK：金宰炫（7回裏、2ラン）

### 第3戦 10月29日・蚕室野球場
|                | 1 | 2 | 3 | 4 | 5 | 6 | 7 | 8 | 9 | R | H  | E |
| -------------- | - | - | - | - | - | - | - | - | - | - | -- | - |
| SKワイバーンズ | 0 | 0 | 1 | 0 | 0 | 2 | 0 | 0 | 0 | 3 | 5  | 0 |
| 斗山ベアーズ   | 0 | 0 | 1 | 0 | 0 | 0 | 1 | 0 | 0 | 2 | 11 | 1 |

1. 勝利：鄭ウラム（2-0）
2. セーブ：鄭大炫（0-0-2s）
3. 敗戦：李惠踐（イ・ヘチョン、0-1）
4. 本塁打
SK：崔廷（チェ・ジョン、6回表、2ラン）
斗山：崔承煥（チェ・スンファン、7回裏、ソロ）

### 第4戦 10月30日・蚕室野球場
|                | 1 | 2 | 3 | 4 | 5 | 6 | 7 | 8 | 9 | R | H  | E |
| -------------- | - | - | - | - | - | - | - | - | - | - | -- | - |
| SKワイバーンズ | 1 | 0 | 0 | 1 | 0 | 0 | 1 | 0 | 1 | 4 | 10 | 1 |
| 斗山ベアーズ   | 0 | 1 | 0 | 0 | 0 | 0 | 0 | 0 | 0 | 1 | 7  | 2 |

1. 勝利：賈得焔（カ・ドゥギョム、1-0）
2. セーブ：蔡秉龍（チェ・ビョンヨン、0-0-1s）
3. 敗戦：ランデル（1-1）

### 第5戦 10月31日・蚕室野球場
|                | 1 | 2 | 3 | 4 | 5 | 6 | 7 | 8 | 9 | R | H | E |
| -------------- | - | - | - | - | - | - | - | - | - | - | - | - |
| SKワイバーンズ | 0 | 0 | 0 | 0 | 0 | 0 | 1 | 1 | 0 | 2 | 5 | 0 |
| 斗山ベアーズ   | 0 | 0 | 0 | 0 | 0 | 0 | 0 | 0 | 0 | 0 | 8 | 1 |

1. 勝利：金廣鉉（1-1）
2. セーブ：蔡秉龍（0-0-2s）
3. 敗戦：金善宇（0-2）

- SKワイバーンズが4勝1敗で韓国シリーズ優勝。